# Mariage Express
Pour plus de détails, voir Fiche technique et Distribution.
Mariage Express ou Voulez-vous m'épouser? (titre TV) (Wedding Daze) est un film américain réalisé par Michael Ian Black en 2006.

## Synopsis
Contre l'avis de son meilleur ami Ted, Anderson décide de demander sa petite amie Vanessa en mariage et déguisé en Cupidon. Il le fait dans un restaurant et devant un public. Mais le choc de sa proposition conduit à la mort de cette dernière, décédée d'une crise cardiaque. Peu de temps après, complètement dévasté et désemparé de cette mort brutale, il décide de quitter son emploi pour s'enfoncer dans le deuil, persuadé qu'il ne retombera plus jamais amoureux.
Mais un an plus tard, sous l'influence de Ted, il va relever un défi et demander en mariage une parfaite inconnue. Katie est une jeune et jolie serveuse qui venait juste de prendre sa commande et qu'il vient tout juste de rencontrer. À sa plus grande surprise, la jeune femme dit « oui ». Ce qui n'était qu'un défi se transforme en vraie histoire d'amour...

## Fiche technique
- Titre original : Wedding Daze
- Autres titres : The Pleasure of Your Company (titre original) • The Next Girl I See (titre alternatif)
- Titre français : Mariage express (DVD) • Voulez-vous m'épouser? [1] (TV)
- Réalisation et scénario : Michael Ian Black
- Musique : Peter Nashel
- Directeur de la photographie : Dan Stoloff
- Montage : Greg Hayden (de) et Alan Oxman
- Distribution des rôles : Amanda Harding et Amanda Koblin
- Décors : Carl Sprague et Cherish Magennis (décors de plateau)
- Création des costumes : Frank L. Fleming
- Producteurs : Jamie Gordon et Sam Hoffman
- Directeurs de production : Robin Sweet (superviseur post-production) et Joseph Zolfo (manager de production)
- Sociétés de production : GreenStreet Films, The Pleasure Company Inc., Fugitive Films et Media 8 Entertainment
- Sociétés de distribution : USA, France Metro-Goldwyn-Mayer (DVD) • Royaume-Uni Pathé Distribution (cinéma), Allemagne Warner Bros. (cinéma)
- Pays de production :  États-Unis
- Langue : anglais
- Format : 1.85:1 - 35mm - Couleur
- Durée: 90 minutes
- Genre : Comédie romantique
- Dates de sortie en salles : 
  - États-Unis : 10 septembre 2006
  - Royaume-Uni : 1er juin 2007
  - Belgique : 19 septembre 2007
  - Autriche, Allemagne : 1er mai 2008
- Dates de sorties vidéos ou diffusion télé :
  - États-Unis : 15 janvier 2008 (première DVD)
  - France : 8 janvier 2010 (première diffusion TV) [1], 5 mai 2010 (première DVD) [2],[3]

## Distribution
- Jason Biggs (VF : Maël Davan-Soulas [4]) : Anderson
- Isla Fisher (VF : Chloé Berthier[4]) : Katie
- Michael Weston (VF : Christophe Lemoine[4]) : Ted
- Ebon Moss-Bachrach (VF : Axel Kiener[4]) : Matador
- Joe Pantoliano (VF : Marc Saez[4]) : Smitty
- Heather Goldenhersh (VF : Anne Dolan[4]) : Jane
- Joanna Gleason (VF : Élisabeth Fargeot[4],[5]) : Lois
- Edward Herrmann (VF : Philippe Catoire[4]) : Lyle
- Margo Martindale (VF : Denise Metmer[4]) : Betsy
- Mark Consuelos (VF : Boris Rehlinger) : Morty
- Audra Blaser (VF : Laetitia Godès) : Vanessa
- Matt Malloy (VF : Patrick Messe) : Stuart
- Rob Corddry : Kyle
- Jay O. Sanders (VF : Bernard Métraux) : le shérif
- Chris Diamantopoulos (VF : Guillaume Lebon[5]) : William

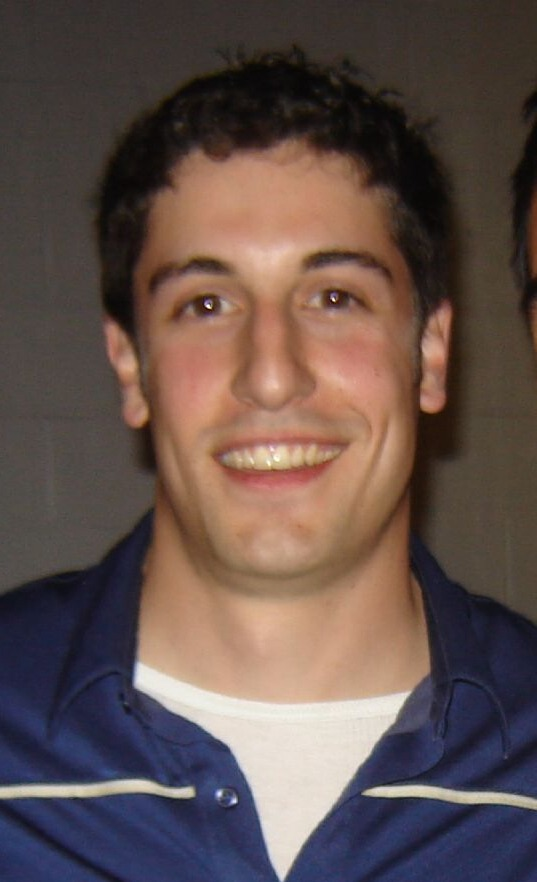
Jason Biggs (Anderson)
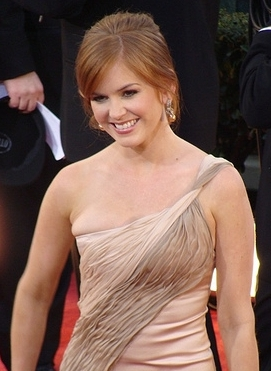
Isla Fisher (Katie)
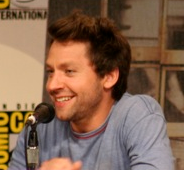
Michael Weston (Ted)
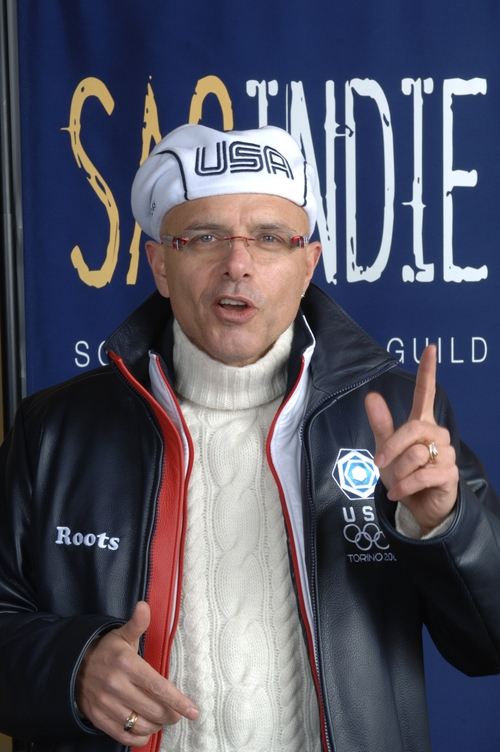
Joe Pantoliano (Smitty)

## Production
- Mariage Express est la première réalisation au cinéma de l'acteur Michael Ian Black.
- Aux États-Unis, le film a connu trois titres : The Pleasure of Your Company (titre original), Wedding Daze (également le titre britannique) et The Next Girl I See[6].

## Présentation du film
Le film fut présenté au Festival International du Film de Toronto le 10 septembre 2006, puis en Allemagne lors du European Film Market (en) le 12 février 2007. Par la suite, Mariage Express fut distribué en salles dans quelques pays dont le Royaume-Uni et l'Allemagne, mais connaîtra une sortie en vidéo aux États-Unis. En France, il fut diffusé à la télévision sur Orange CineHappy le 8 janvier 2010 sous le titre Voulez-vous m'épouser ? , avant de connaître une sortie en vidéo quelques mois plus tard.

## Réception

### Accueil critique
Selon le site Rotten Tomatoes, seul 33 % de critiques positives ont été attribués au film, basé sur 12 commentaires collectés et une note moyenne de 4.2⁄10.

### Box-office
Sortie en salles dans quelques pays, notamment en Europe, le film totalise 473 887 entrées au Royaume-Uni, 20 066 entrées en Belgique, 77 384 entrées en Allemagne  et  24 685 entrées en Autriche . Au box-office mondial, Mariage Express totalise 11 492 406 dollars de recettes